# 小花紫草

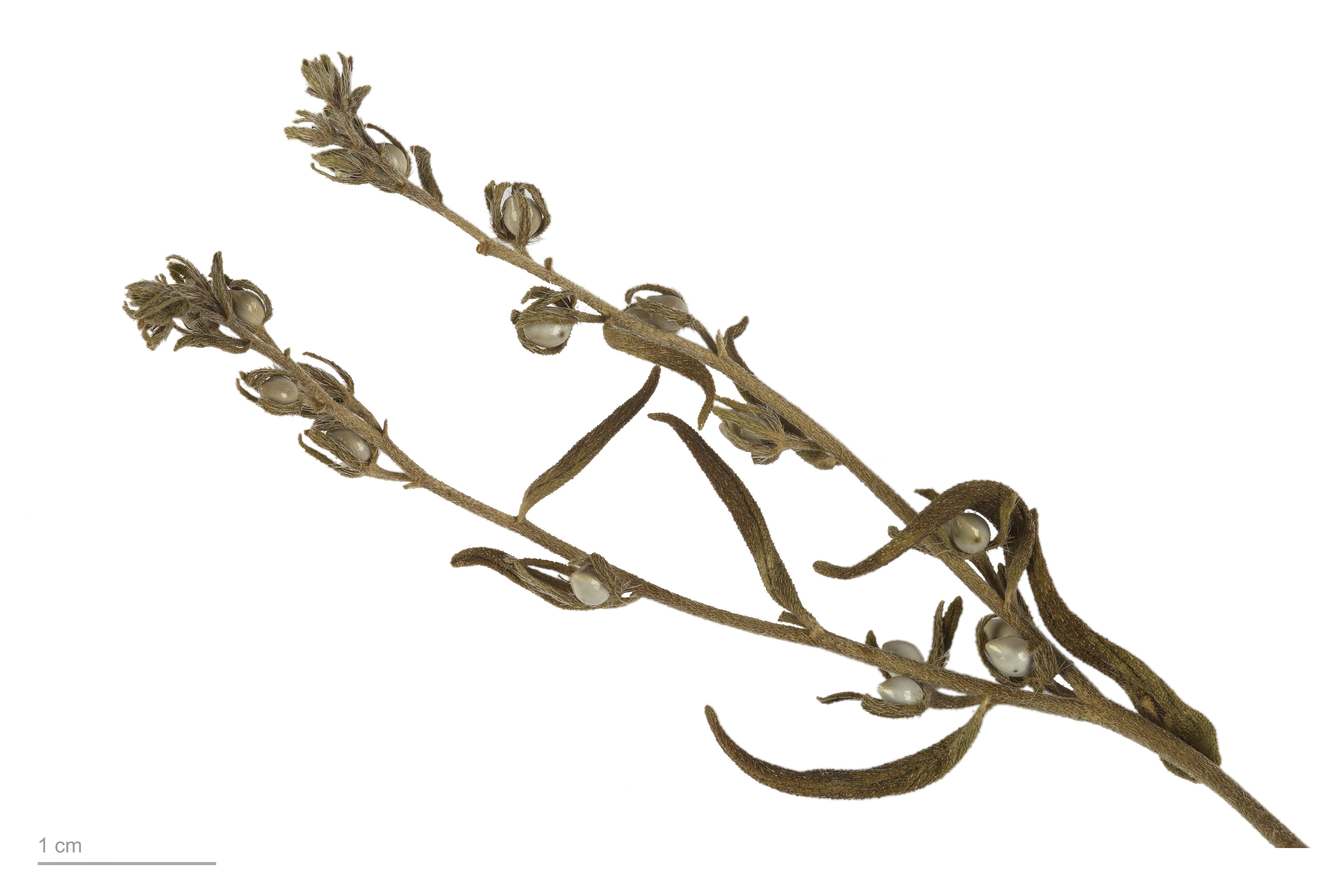
Lithospermum officinale

小花紫草（学名：Lithospermum officinale）是紫草科紫草属的植物。分布于亚洲及欧洲以及中国大陆的内蒙古、宁夏、甘肃、新疆等地，生长于海拔1,500米至2,700米的地区，多生在山坡草地，目前尚未由人工引种栽培。